# ТЕС Порт-Рекс
ТЕС Порт-Рекс — теплова електростанція на півдні Південно-Африканської Республіки. Знаходиться у місті Іст-Лондон у Східнокапській провінції.
Основне виробництво електроенергії в ПАР традиційно здійснюється на вугільних конденсаційних електростанціях на північному сході країни. В 1976 році для балансування енергомережі на південному узбережжі спорудили дві однотипні газотурбінні ТЕС — Порт-Рекс та Acacia. Кожну з них обладнали трьома встановленими на роботу у відкритому циклі газовими турбінами Pratt and Whitney типу FT4 (такі ж встановлювались на літаках Boeing 707) потужністю по 57 МВт, які використовували в роботі нафтопродукти.
Особливістю станції Порт-Рекс, розташованої у кінцевій точці проведеної в Східнокапську провінцію лінії електропередачі, є можливість її турбін працювати в режимі синхронного компенсатора, що має важливу роль для балансування мережі. Також ТЕС здатна розпочати роботу в умовах відсутності зовнішнього живлення («чорний старт» енергосистеми).
Управління ТЕС здійснюється з національного диспетчерського пункту в Джермістон.